# Cent phrases pour éventails
 (décembre 2019).
Cent phrases pour éventails est un recueil de cent soixante-douze haïkus composés par Paul Claudel entre juin 1926 et janvier 1927 lorsqu'il était ambassadeur de France à Tokyo.

## Histoire de l'ouvrage
Avant d'être édité et relié sous forme de livre en France en 1942, les haïkus de Claudel font l'objet de différentes versions précieuses éditées au Japon.
Le titre du recueil évolue avec les versions.
Sous les titre Souffle des quatre souffles, ce sont quatre éventails illustrés qui accueillent les haïkus.
Puis, trente-six éventails de papier dans une grande boîte de toile bleue fermée par des aiguilles d'ivoire présentent les Poëmes du pont des faisans.
Enfin, sous le titre définitif Cent phrases pour éventails, trois accordéons de papier, qui se déplient de droite à gauche, disposés dans une boîte de toile grise, mouchetée d'or, à la fermeture d'ivoire, reprennent les vers calligraphiés par Claudel lui-même ainsi que des illustrations, en forme d'idéogrammes, tracées par Ikuma Arishima.

## Éditions
- Cent Phrases pour éventails, Tokyo, Koshiba, 1927 : édition originale tirée à 200 exemplaires. sur papier Senga du Japon dont 50 hors commerce numérotés en rouge ; 3 volumes sous un carton recouvert de soie grise dorée, dépliables en éventail ; dans une chemise cartonnée de soie bleue avec fermoirs en ivoire.
- Edition critique et commentée de Cent phrases pour éventails de Paul Claudel, édition par Michel Truffet (avec reproduction en facsimile de l'édition originale), Paris, Les Belles-Lettres, 1985  (ISBN 2-251-60310-7).
- Cent phrases pour éventails, Paris, Gallimard, 2012, (Poésie, 298)  (ISBN 978-2-07-032779-9)